# Брегенцер-Ах
Брегенцер-Ах (нем. Bregenzer Ach) — река в Австрии, протекает по земле Форарльберг. Общая длина реки составляет около 67 км, а площадь водосборного бассейна — 835 км², из которых на территории Австрии — 619 км². Своё название получила от города Брегенц, который река отделяет от коммун Хард и Лаутерах.
Река берёт начало на высоте около 2400 метров над уровнем моря. Течёт преимущественно на северо-запад, впадая в Боденское озеро на высоте около 395 метров над уровнем моря. Крупнейшими притоками Брегенцер-Аха являются Ротах, Вайсах (с Больгенахом) и Зуберзах.
На Брегенцер-Ахе и его притоках располагаются пять гидроэлектростанций, находящихся под управлением Vorarlberger Kraftwerke AG (VKW). Это Лангенегг на Больгенахе (крупнейшая из ГЭС VKW), Альбершвенде и Андельсбух, а также малые ГЭС в Ау и Шоппернау.